# Hala'ib-driehoek

Egypte
Soedan
Bir Tawil
Hala'ib-driehoek

De Hala'ib-driehoek (مثلث حلايب (Mosallas Ḥalāyeb) in het Arabisch) is een gebied ter grootte van 20.580 km² langs de grens tussen Egypte en Soedan en de Rode Zee. Het gebied, genoemd naar de stad Hala'ib, is gecreëerd door het verschil in mening tussen Egypte en Soedan over de grens tussen de twee landen. Specifiek gaat het om de "politieke grens" uit 1899, getekend door het condominium Anglo-Egyptisch Soedan, parallel lopend met de 22e breedtegraad, en de "administratieve grens" uit 1902, gecreëerd door de Britten.
De Hala'ib-driehoek kwam in 1902 onder Soedanees toezicht omdat de stammen die actief waren in dit gebied, uit Soedan kwamen. Op hetzelfde moment kwam het gebied Bir Tawil, ten zuidwesten van de Hala'ib-driehoek, onder Egyptisch toezicht daar het weiland omvatte van de Ababda, een stam uit het Egyptische Aswan. De twee "driehoeken" grenzen aan één punt, een vierlandenpunt. Bir Tawil wordt de facto nog steeds door Egypte beheerd, maar het gebied komt niet voor op Egyptische overheidskaarten.
Sinds de onafhankelijkheid van Soedan in 1956 claimen zowel Egypte als Soedan het gebied. Sinds halverwege de jaren 90 valt het gebied de facto onder het bestuur van het Egyptische Gouvernement Rode Zee (Al Bahr al Ahmar of البحر الأحمر), nadat Egypte er troepen stationeerde.

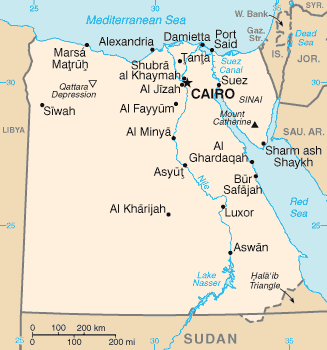
De Hala'ib-driehoek valt sinds halverwege de jaren '90 onder Egyptisch bestuur.

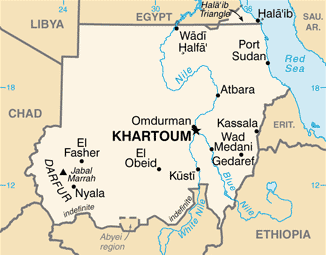
Hoewel deze kaart van Soedan de Hala'ib-driehoek als deel van het territorium beschouwt, oefent Soedan er geen jurisdictie uit.

## Geschiedenis
In 1899, toen het Verenigd Koninkrijk de hegemonie bezat over het gebied, kwam men tot een akkoord dat bepaalde dat de grens tussen Egypte en Soedan op 22° noorderbreedte kwam te liggen. In 1902 besloot het Verenigd Koninkrijk echter eenzijdig een nieuwe administratieve grens te tekenen waarbij een driehoekig stuk land ten noorden van de 22° noorderbreedtelijn, de Hala'ib-driehoek, onder Soedan kwam te vallen. De opgegeven reden hiervoor was dat de inwoners van dit gebied dichter aansloten bij Khartoum dan bij Caïro, zowel geografisch als cultureel. Het gebied viel aldus onder de verantwoordelijkheid van de Britse gouverneur van Khartoum. Bij wijze van vergoeding kreeg Egypte het gebied Bir Tawil.
Egypte blijft echter vasthouden aan de oorspronkelijke grens van 1899 waarbij de Hala'ib-driehoek deel zou uitmaken van Egypte en het gebied van Bir Tawil van Soedan. Soedan daarentegen blijft de administratieve grens van 1902 verdedigen die de Hala'ib-driehoek bij Soedan indeelt en het gebied van Bir Tawil bij Egypte. Het resultaat hiervan is dat beide staten de Hala'ib-driehoek opeisen en geen van beide het minder waardevolle gebied Bir Tawil, dat slechts een tiende aan oppervlakte omvat vergeleken met de Hala'ib-driehoek en door land is omsloten.
In het internationaal recht is er geen steun te vinden, noch voor Soedan noch voor Egypte, om beide gebieden op te eisen en het zou moeilijk tot zelfs onmogelijk zijn voor een derde staat om Bir Tawil te kunnen opeisen, doordat het gebied slechts grenst aan Soedan en Egypte. Hierdoor is Bir Tawil een van de weinige gebieden op aarde die door geen enkele staat worden opgeëist. Het is het enige terra nullius buiten Antarctica.

## Geografie
De Hala'ib-driehoek grenst aan het Egyptische Gouvernement Rode Zee (Al Bahr al Ahmar) in het noorden en westen, en aan de gelijknamige Soedanese staat Rode Zee in het zuiden. In Egypte wordt er soms gerefereerd aan de "Sudan Government Administration Area" (SGAA).
De grootste stad in het gebied is Abu Ramad, 30 km ten noordwesten van Hala'ib aan de Rode Zee. Abu Ramad is de laatste halte van de bussen die de regio verbinden met Caïro en de andere steden van Egypte zoals Aswan, Marsa Alam en Qena. De enige andere "dichtbevolkte" plek is het dorp Hadarba, zuidwestelijk van Hala'ib. Alshalateen is een Egyptische stad, net op de noordelijke administratieve grens. De dichtstbijzijnde Soedanese stad ten zuiden van het gebied is (Marsa) Osief, 26 km ten zuiden van de 22e breedtegraad, de politieke grens geclaimd door Egypte, gebaseerd op het akkoord uit 1899.
De hoogste bergen in het gebied zijn Mount Shendib (1.911m), Mount Shendodai (1.526 m), Mount Elba (1.435 m) en Mount Shella (1.409 m). Het Gebel Elba gebied is een natuurreservaat.

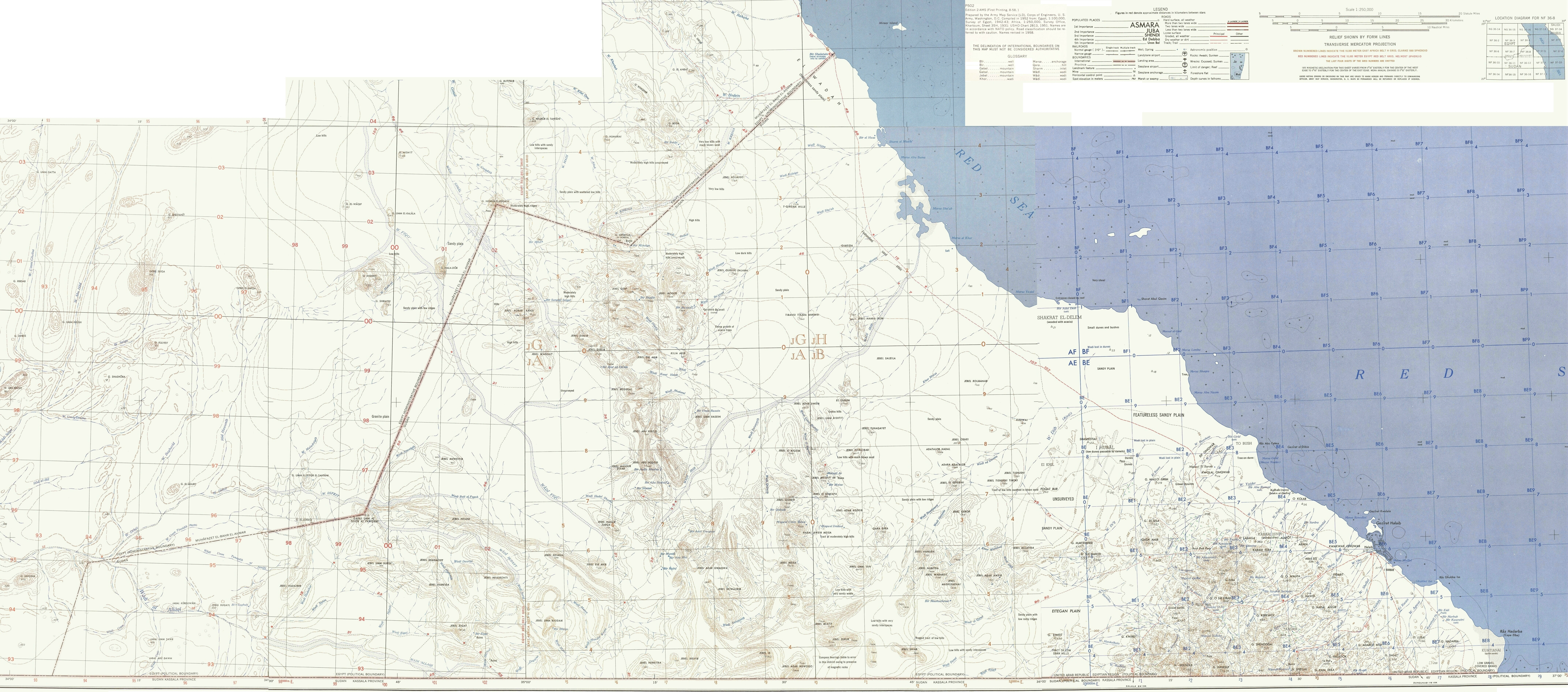
De Hala'ib-driehoek